# Дієго Мартінес Барріо
Дієго Мартінес Барріо (ісп. Diego Martínez Barrio; 25 листопада 1883 — 1 січня 1962) — іспанський політичний діяч, голова парламенту, міністр внутрішніх справ, голова ради міністрів, президент Другої республіки.

## Життєпис
Походив з родини каменяра, мати торгувала на ринку. Юнаком він почав брати активну участь у політичному житті рідної Севільї. Окрім того він вступив до лав масонів.
Після проголошення Другої республіки отримав пост міністра шляхів сполучення в тимчасовому уряді. 1933 року очолив міністерство внутрішніх справ, а вже за місяць став головою уряду.
1936 року, коли його партія, Республіканський союз, приєдналась до Народного фронту, очолив іспанський парламент. Того ж року впродовж кількох днів виконував обов'язки президента республіки. 19 липня, у відповідь на путч франкістів, був призначений на пост прем'єр-міністра, щоб переконати керівників перевороту скласти зброю та здатись. Подав у відставку того ж дня, усвідомивши, що громадянська війна неминуча.
Після перемоги Франсіско Франко Дієго Мартінес Барріо емігрував до Франції. 1945 року, перебуваючи в Монтевідео, був оголошений президентом Республіки в екзилі.